# Alluaudomyia tenuistylata
Alluaudomyia tenuistylata är en tvåvingeart som beskrevs av Tokunaga 1959. Alluaudomyia tenuistylata ingår i släktet Alluaudomyia och familjen svidknott. Inga underarter finns listade i Catalogue of Life.